# Dicranomyia (Dicranomyia) adirondacensis
Dicranomyia (Dicranomyia) adirondacensis is een tweevleugelige uit de familie steltmuggen (Limoniidae). De soort komt voor in het Nearctisch gebied.